# Apotheken-Museum Bad Münstereifel
Das Apotheken-Museum Bad Münstereifel wurde in dem Haus am Ufer der Erft eingerichtet, das von 1806 bis 1994 die Schwanen-Apotheke beherbergte; es wurde 1995 durch den Förderkreis für Denkmalpflege in der Stadt Bad Münstereifel e. V. erworben und anschließend renoviert und ausgebaut.
Es zeigte bis zur Hochwasserkatastrophe im Juli 2021 die Original-Räume der Schwanen-Apotheke (19. und 20. Jahrhundert) mit Offizin, Labor, Materialkammer, Kräuterkabinett und Kräutergarten. Die Regale stammen noch aus der Anfangsausstattung des Gründungsjahres 1806. Ausgestellt waren Apotheken-Standgefäße für Arzneimittel, Arbeitsgeräte zur Herstellung der Arzneien, Laborgeräte, historische Arzneiabgabegefäße und Arzneimittelpackungen, Pflanzenbücher sowie Erinnerungsstücke der Apothekerfamilie, die in 7 Generationen die Apotheke betrieb. Bei interaktiven Sonderführungen konnten die Besucher selbst in die Rolle eines Apothekers schlüpfen, Pillen drehen und Zäpfchen gießen.
Im Gartenbereich standen Rokoko-Statuen des Bildhauers Adam Ferdinand Dietz aus dem Park von Gut Giersberg.
Seit 2007 beherbergte das Apothekenmuseum zudem als (Dauer-)Leihgabe eine kleine Bildersammlung von Malern, die in der Zeit des Dichters Jakob Kneip in Münstereifel gewirkt haben. Jakob Kneip hatte sich 1941 ins Eifeldorf Pesch (bei Münstereifel) „geschützt“ zurückgezogen und fand hier in Ina Bresgen, der Besitzerin der Schwanenapotheke, eine wertvolle Gesprächspartnerin, kritische Zuhörerin und „Lektorin“. Ort dieser Begegnungen war das heutige Apotheken-Museum. Durch Kneip kam auch sein Düsseldorfer Künstlerfreund Otto Pankok, der u. a. wegen seiner Zigeunermotive und Freundschaft zu Zigeunern und Juden ab 1936 als entarteter Maler eingestuft war, nach Pesch.
Das Hochwasser im Juli 2021, bei dem das Wasser in der Offizin bis 1,70 m stieg, hat das zurzeit (Stand 2024) geschlossene Apothekenmuseum schwer beschädigt. Sanierungsarbeiten sind im Gange, und die Wiedereröffnung war ursprünglich für April 2023 geplant, verzögert sich jedoch noch.